# 郑文宇
郑文宇（Kerry Jang，？—），加拿大政治人物，2008年-18年間以偉景溫哥華黨員身份擔任卑诗省温哥华市議會议员，並從2013年起於大温区域局以主任身份代表溫哥華市。從政前他曾於卑詩大學任職精神病學教授，離開政壇後亦返回該校任教。

## 早年生活
鄭文宇於溫哥華土生土長，父親曾於溫哥華教育局任職水管工，母親則在卑詩省級法庭工作，並曾在溫哥華教育局的夜校課程中教授中式烹飪。鄭文宇就讀溫市東區的溫德米爾中學（Windermere Secondary School）時成績欠佳，因此他畢業後先到溫哥華社區學院進修，學業有所改善後則轉到西門菲沙大學修讀心理學，先後從該校獲取學士和碩士學位。他其後再到西安大略大學深造人格心理學，從該校獲取博士學位。

## 政治生涯
在聯邦新民主黨黨魁林頓慫恿下，鄭文宇於2006年9月宣布角逐該黨候選人提名，在來屆聯邦大選中代表該黨競逐國會下議院溫哥華京士威選區議席，但其後則放棄角逐提名。
他於2008年代表偉景溫哥華競逐溫哥華市議會選舉，並成功当选市议员，再在2011年和2014年市選中连任。2014年6月，郑文宇面临法庭指控，要求将他和市议员麦杰士除名，两人涉嫌在重新划分公共住房计划中谋取不当利益。
鄭文宇於2018年1月表示無意在同年11月舉行的市選中競逐連任市議員，並於卸任後返回卑詩大學恢復教職。